# Scream Dream
| Recensione | Giudizio |
| ---------- | -------- |
| AllMusic   | [ 3 ]    |

Scream Dream è il sesto album del chitarrista Ted Nugent, pubblicato nel 1980 per la Epic Records.

## Tracce
Tutte le tracce sono state scritte da Nugent e Paco.
1. Wango Tango - 4:47
2. Scream Dream - 3:15
3. Hard as Nails - 3:38
4. I Gotta Move - 2:15
5. Violent Love - 2:54
6. Flesh and Blood - 4:47
7. Spit It Out - 3:52
8. Come and Get It - 3:17
9. Terminus Eldorado - 4:19
10. Don't Cry (I'll Be Back Before You Know It) - 2:18

## Singoli
- 1980: Wango Tango

## Formazione
- Ted Nugent - voce, chitarra, basso, percussioni
- Dave Kiswiney - chitarra ritmica, cori
- Walt Monaghan - basso, cori
- Cliff Davies - batteria, voce